# Amtsgericht Sigmaringen

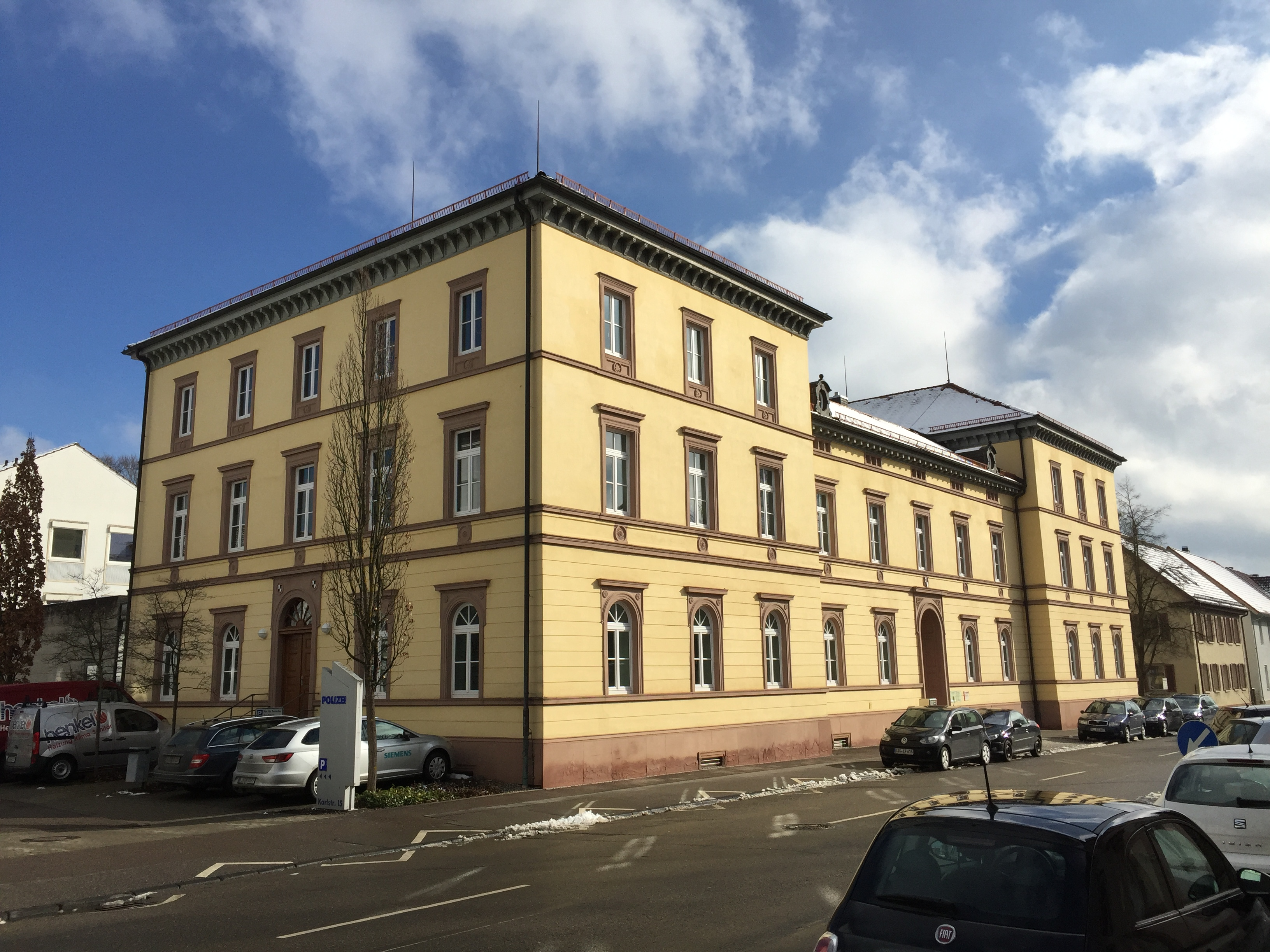
Gerichtsgebäude

Das Amtsgericht Sigmaringen ist ein Gericht der ordentlichen Gerichtsbarkeit und eines von vier Amtsgerichten (AG) im Bezirk des Landgerichts Hechingen.

## Gerichtssitz und -bezirk
Sitz des Gerichts ist Sigmaringen im Landkreis Sigmaringen. Der Gerichtsbezirk erstreckt sich auf die Städte und Gemeinden Beuron, Bingen, Gammertingen, Herdwangen-Schönach, Hettingen, Illmensee, Inzigkofen, Krauchenwies, Leibertingen, Meßkirch, Neufra, Pfullendorf, Sauldorf, Schwenningen, Sigmaringen, Sigmaringendorf, Stetten am kalten Markt, Veringenstadt, Wald. In ihm leben circa 83.000 Menschen.
Das Handels-, Genossenschafts-, Partnerschafts- und Vereinsregister wird für den Bezirk des Amtsgerichts Sigmaringen zentral beim Amtsgericht Ulm geführt.

## Gebäude
Das Gericht ist in dem Gebäude Karlstraße 17 in Sigmaringen untergebracht. Dieses Gebäude ist das ehemalige, im klassizistischen Stil errichtete und 1848 vollendete hohenzollernsche Forst- und Rentamt. Von 1995 bis 1997 wurde das Gebäude für 6,9 Millionen DM saniert und um einen modernen Glasbau erweitert.

## Organisation
Geleitet wird das Amtsgericht Sigmaringen vom Direktor des Amtsgerichts, Christoph Freudenreich. Dem Amtsgericht Sigmaringen unmittelbar übergeordnet ist das Landgericht Hechingen. Zuständiges Oberlandesgericht ist das Oberlandesgericht Stuttgart.

## Geschichte
In Sigmaringen bestand von 1852 bis 1879 die Gerichtsdeputation Sigmaringen des Kreisgerichts Hechingen.
Im Rahmen der Reichsjustizgesetze wurden 1879 reichsweit einheitlich Oberlandes-, Land- und Amtsgerichte gebildet.
Das königlich preußische Amtsgericht Sigmaringen wurde mit Wirkung zum 1. Oktober 1879 als eines von fünf Amtsgerichten im Bezirk des Landgerichtes Hechingen im Bezirk des Oberlandesgericht Hamm gebildet. Der Sitz des Gerichts war die Stadt Sigmaringen in den bis 1947 zu Preußen gehörenden Hohenzollernschen Landen.
Sein Gerichtsbezirk umfasste den Oberamtsbezirk Sigmaringen ohne die Teile, die dem Amtsgericht Wald zugeordnet waren (dies waren die Gemeindebezirke Achberg, Deutwang, Dietershofen, Einhart, Gaisweiler, Glashütte, Hippetsweiler, Igelswies, Kalkofen, Kalkreute, Kappel, Levertsweiler, Liggersdorf, Magenbuch, Mindersdorf, Oberndorf, Ostrach, Otterswang, Reischach, Rengetsweiler, Spöck, Tafertsweiler, Thalheim, Walbertsweiler und Wald) sowie aus dem Oberamtsbezirk Gammertingen den Stadtbezirk Vehringen und die Gemeindebezirke Benzingen, Blättringen, Frohnstetten, Hochberg, Kaiseringen, Storzingen, Straßberg und Veringendorf.
Am Gericht bestanden 1880 drei Richterstellen. Das Amtsgericht war damit ein großes Amtsgericht im Landgerichtsbezirk. Gerichtstage wurden in Beuron gehalten.
In Folge der Weltwirtschaftskrise wurden 60 Amtsgerichte auf Grund von Sparverordnungen aufgehoben. Mit der Verordnung über die Aufhebung von Amtsgerichten vom 30. Juli 1932 wurde das Amtsgericht Wald und das Amtsgericht Gammertingen zum 30. September 1932 aufgehoben und sein Sprengel dem Amtsgericht Sigmaringen zugeordnet. Es bestand aber in Wald noch bis zum 30. September 1948 eine Zweigstelle des Amtsgerichts Sigmaringen und in Gammertingen noch bis zum 30. Juni 1975 eine Zweigstelle des Amtsgerichts Sigmaringen.

## Richter
- Fidelis Graf (ab 1879)